# Skalle (slag)
 For alternative betydninger, se Skalle (flertydig). (Se også artikler, som begynder med Skalle)
En skalle er et slag udført med hovedet (typisk panden, evt. issen) mod en andens hoved (typisk næseroden). En skalle gør som regel mere skade end et knytnæveslag, men kan også gøre mere skade på udøveren.
Formerne dansk skalle eller københavnsk skalle har tidligere været udbredt; i dag taler man typisk om at nikke en skalle. På svensk er dansk skalle endnu udbredt.
| Samfund | Spire Denne samfundsartikel er en spire som bør udbygges. Du er velkommen til at hjælpe Wikipedia ved at udvide den. |